# HD 150248
HD 150248 é uma estrela do tipo G e um análogo solar .  A cor fotométrica de HD 150248 também é muito parecida com a do Sol; no entanto, tem uma menor abundância de metais e tem uma magnitude visual aparente de 7,02. Com 7,5 bilhões de anos, esta estrela é 3 bilhões de anos mais velha que o Sol. HD 150248 é encontrada na fronteira entre as constelações de Escorpião e Ara.

## Comparação com o Sol
| Identificador    | Coordenadas J2000 | Coordenadas J2000 | Distância ( mentira ) | Estelar Tipo | Temperatura (K) | Metalicidade (dex) | Idade ( Gir ) | Notas |
| Identificador    | Ascensão reta     | Declinação        | Distância ( mentira ) | Estelar Tipo | Temperatura (K) | Metalicidade (dex) | Idade ( Gir ) | Notas |
| ---------------- | ----------------- | ----------------- | --------------------- | ------------ | --------------- | ------------------ | ------------- | ----- |
| Sol              | —                 | —                 | 0,00                  | G2V          | 5.778           | +0,00              | 4.6           |       |
| HD 150248 [ 13 ] | 16h 41m 49.8s     | –45° 22′ 07″      | 88                    | G3V          | 5.723           | -0,04              | 6.2           |       |